# 新世界 (本田美奈子.の曲)
「新世界」（しんせかい）は、本田美奈子.の26枚目、事実上最後のシングル。2004年5月14日にコロムビアミュージックエンタテインメントからリリースされた。

## 解説

### 生前最後のシングル
本田美奈子.の生前最後のシングルで、アルバム『時』（2004年）の収録曲の先行シングルカットである。ドヴォルザーク没後100年を記念して発売された。本田の歌うクラシック音楽では唯一、シングルで発売された曲でもある。

### 「新世界」について
原曲はアントニン・ドヴォルザーク作曲の交響曲第9番「新世界より」の第2楽章である。この楽章は古くから歌曲への編曲が行われてきたが、本田は自身で書き下ろした日本語詞で歌っている。朝霞市が本田の功績を称えて2007年に東武東上線朝霞駅の南口駅前広場に建設した記念碑はボタンを押すと本田の「新世界」の歌声が流れ出すようになっている。

### カップリングについて
「ジュピター〜組曲「惑星」より」は、アルバム『AVE MARIA』にすでに収録された曲だが、新たに録音し直した音源が収録されている。
「タイスの瞑想曲」は、アルバム『[AVE MARIA』からのシングルカットである。

## 収録曲
（全編曲：井上鑑）
1. 新世界 [4:05]
作詞：本田美奈子.、作曲：Antonín Dvořák
  - 電気事業連合会CMソング
2. ジュピター〜組曲「惑星」より [5:10]
作詞：岩谷時子、作曲：Gustav Holst
3. タイスの瞑想曲 [4:49]
作詞：本田美奈子.、作曲：Jules Massenet
4. 新世界（Vocal Off Version） [4:06]
5. ジュピター〜組曲「惑星」より（Vocal Off Version） [5:10]
6. タイスの瞑想曲（Vocal Off Version） [4:45]